# Robin Östlind
Robin Peter Östlind, född 14 mars 1990 i Bergsjöns församling i Göteborg, är en svensk före detta fotbollsspelare (mittfältare).

## Karriär
Östlind gjorde som 18-åring sin debut i Allsvenskan då han 2008 fick göra ett inhopp för sin klubb Kalmar FF. År 2009 blev det åter ett inhopp för Östlind. Hans styrkor är snabbheten ihop med en god teknik och speluppfattning. 2011–2012 spelade han för IFK Luleå i division 1 Norra.
Han lånades ut av Luleå till IFK Mariehamn under höstsäsongen 2012 med option på förlängning över säsongerna 2013–2014. Efter säsongen skrev han på ett kontrakt med klubben fram över säsongen 2014 med option på förlängning över säsongen 2015. Han utnyttjade inte optionen utan skrev i december 2014 på för Oskarshamns AIK. I november 2015 blev övergången till seriekonkurrenten Öster på ett tvåårskontrakt klar.
I december 2017 värvades Östlind av Falkenbergs FF, där han skrev på ett tvåårskontrakt. Den 4 november 2019 värvades Östlind av Halmstads BK, där han skrev på ett treårskontrakt. I oktober 2020 meddelade Östlind att han avslutade sin karriär efter att ha dragits med skadebekymmer sedan början av året.
Efter att Robin valde att lägga skorna på hyllan så valde han att aktivt fortsätta med fotboll men denna gången som tränare. Just nu är han aktivt i Ullareds idrottsklubb (UIK) som tränare för Ullareds unga talanger i u19.